# Dánská 1. divize 1973
Dánská 1. divize 1973 byla nejvyšší dánskou fotbalovou soutěží v roce 1973. Vítězem se stal a do Poháru mistrů evropských zemí se kvalifikoval tým Hvidovre IF, účast v Poháru UEFA  si zajistily z druhého a třetího místa týmy Randers Freja a KB Kodaň. Pohár vítězů pohárů 1974/75 hrál vítěz dánského poháru 1974 druholigový Vanløse IF.
Ligy se zúčastnilo celkem 12 celků, soutěž se hrála způsobem každý s každým doma-venku (celkem tedy 22 kol) systémem jaro-podzim. Přímo sestoupily poslední dva týmy Akademisk Boldklub a Aarhus GF.

## Tabulka
| Poř. | Tým                      | Z  | V  | R | P  | VG | OG | B  |
| ---- | ------------------------ | -- | -- | - | -- | -- | -- | -- |
| 1.   | Hvidovre IF              | 22 | 10 | 7 | 5  | 52 | 33 | 27 |
| 2.   | Randers Freja            | 22 | 10 | 6 | 6  | 35 | 26 | 26 |
| 3.   | KB Kodaň                 | 22 | 10 | 6 | 6  | 43 | 43 | 26 |
| 4.   | Vejle Boldklub           | 22 | 10 | 3 | 9  | 40 | 31 | 23 |
| 5.   | Køge BK                  | 22 | 10 | 3 | 9  | 29 | 28 | 23 |
| 6.   | Aalborg Boldspilklub (N) | 22 | 6  | 9 | 7  | 32 | 30 | 21 |
| 7.   | B 1901 Nykøbing          | 22 | 8  | 5 | 9  | 45 | 54 | 21 |
| 8.   | Næstved IF               | 22 | 8  | 5 | 9  | 36 | 40 | 21 |
| 9.   | B 1903 Kodaň             | 22 | 6  | 8 | 8  | 25 | 28 | 20 |
| 10.  | Boldklubben Frem         | 22 | 6  | 8 | 8  | 38 | 45 | 20 |
| 11.  | Akademisk Boldklub (N)   | 22 | 7  | 5 | 10 | 34 | 40 | 19 |
| 12.  | Aarhus GF                | 22 | 5  | 7 | 10 | 25 | 36 | 17 |

|  | Pohár mistrů evropských zemí 1974/75 |
|  | Pohár vítězů pohárů 1974/75          |
|  | Pohár UEFA 1974/75                   |
|  | Sestup do 2. divize                  |
|  | (N) - nováček                        |